# European Arenas Association
La European Arenas Association (EAA), è un'associazione internazionale che rappresenta 30  arene coperte in 20 paesi europei. Tali strutture devono essere coperte e multifunzionali e avere una capacità, in numero di posti a sedere, di almeno 8.000 unità, riuscendo a mantenere elevati standard di qualità in tutte le aree.
L'EAA è stata fondata nel 1990, con lo scopo di creare una piattaforma comune per un numero di varie sedi principali in Europa,  sviluppando un nuovo circuito per le specifiche manifestazioni.

## Attività
Possono appartenere all'associazione al massimo tre (nel 2007 è stato elevato il numero iniziale che ne prevedeva due) arene per paese, per rendere più favorevole e costante la cooperazione e agevolare lo scambio di informazioni. Permette inoltre ai membri di essere aggiornati su molti aspetti essenziali in varie attività quali quelle commerciali, finanziarie, in merito anche ai requisiti tecnici di manutenzione, tecnologia e tendenze di mercato.
Il numero dei membri è aumentato gradualmente e ad oggi (ottobre 2024) sono 38 in 19 paesi in Europa

## Lista delle arene
Elenco aggiornato a maggio 2016 delle 34 arene allora affiliate all'EAA
| Arena                             | Città             | Paese       | Capacità |
| --------------------------------- | ----------------- | ----------- | -------- |
| Rotterdam Ahoy                    | Rotterdam         | Paesi Bassi | 10 500   |
| Arena Riga                        | Riga              | Lettonia    | 12 500   |
| Altice Arena                      | Lisbona           | Portogallo  | 12 500   |
| Štark Arena                       | Belgrado          | Serbia      | 24232    |
| Barclaycard Arena                 | Amburgo           | Germania    | 16 000   |
| Unipol Forum                      | Milano            | Italia      | 13 000   |
| Arena Birmingham                  | Birmingham        | Regno Unito | 11 000   |
| Forest National                   | Bruxelles         | Belgio      | 8 000    |
| Főnix Hall                        | Debrecen          | Ungheria    | 8 500    |
| Hartwall Arena                    | Helsinki          | Finlandia   | 13 500   |
| Olympiahalle                      | Monaco di Baviera | Germania    | 12 500   |
| Palacio de Vistalegre             | Madrid            | Spagna      | 14 000   |
| Hallenstadion                     | Zurigo            | Svizzera    | 11 300   |
| Palazzo dello Sport               | Roma              | Italia      | 13 500   |
| Palau Sant Jordi                  | Barcellona        | Spagna      | 17 000   |
| Accor Arena                       | Parigi            | Francia     | 17 000   |
| Saku Suurhall                     | Tallinn           | Estonia     | 8 000    |
| O2 Arena                          | Praga             | Rep. Ceca   | 17 300   |
| Scandinavium                      | Göteborg          | Svezia      | 12 000   |
| Malmö Arena                       | Malmö             | Svezia      | 13 000   |
| SECC                              | Glasgow           | Regno Unito | 12 500   |
| Siemens Arena                     | Vilna             | Lituania    | 11 000   |
| László Papp Budapest Sports Arena | Budapest          | Ungheria    | 12 500   |
| St. Jakobshalle                   | Basilea           | Svizzera    | 9 000    |
| Avicii Arena                      | Stoccolma         | Svezia      | 14 000   |
| The O2 Arena                      | Londra            | Regno Unito | 23 000   |
| The SSE Arena Belfast             | Belfast           | Regno Unito | 8 000    |
| Wembley Arena                     | Londra            | Regno Unito | 12 300   |
| Wiener Stadthalle                 | Vienna            | Austria     | 16 000   |
| Arena Zagreb                      | Zagabria          | Croazia     | 15 000   |
| Mercedes-Benz Arena               | Berlino           | Germania    | 17 000   |
| Kraków Arena                      | Cracovia          | Polonia     | 15 300   |
| Gatorade Center                   | Turku             | Finlandia   | 12 000   |
| Telenor Arena                     | Oslo-Fornebu      | Norvegia    | 25 000   |